# 9553 Colas
9553 Colas (1985 UG2) là một tiểu hành tinh vành đai chính.